# Kamen Rider V3
Kamen Rider V3 (仮面ライダーV3 Kamen Raidā Buisurī, Kamen Rider V3?) es el título de la segunda temporada de la franquicia Kamen Rider. Continuación de la historia de Kamen Rider, donde al poco tiempo de la destrucción de Gel-Shocker y la derrota del Gran Líder a manos de los Double Riders, una nueva organización malvada, Destron, aparece y liderada nada más y nada menos que por el mismísimo Gran Líder de Shocker/Gel-Shocker . Los Double Riders, al verse superados por el gran poder que muestra este nuevo enemigo, deciden crear a un nuevo Kamen Rider, V3, el cual combina las habilidades del Rider 1 y la fuerza del Rider 2 para poder hacerle frente a Destron.

## Argumento
Poco después de la derrota de Gel-Shocker, Takeshi Hongo descubre a un grupo de hombres encapuchados poniendo una lápida con su nombre, en la que incluyen el símbolo de un escorpión, al informarle de esto a su amigo y compañero Hayato Ichimonji, comienzan a preocuparse por la posible aparición de un nuevo enemigo. Shirō Kazami, kōhai de Hongo en la universidad, atestigua el asesinato de un hombre de Destron. Desafortunadamente esto lo vuelve un blanco para dicha organización, la cual realiza 2 intentos de asesinato fallidos. Kazami después rescataría a una joven llamada Junko Tama, a quien Destron también quiere matar, ya que había encontrado por accidente una de sus bases secretas. Cuando ella se desmaya, él la lleva al hogar de su familia.
Un grupo de soldados de Destron, liderados por el kaijin Jaguar-Scissors irrumpe en el hogar de la familia Kazami y mata a los padres y a la hermana de Shiro, mientras él, que acababa de llegar a su casa, es capturado y sin poder hacer nada observa con impotencia como el kaijin asesina sin piedad a su familia. Hongo llega al lugar y se transforma en el Kamen Rider 1, acabando con los soldados, pero el kaijin logra huir.
Kamen Rider 2 también llega en el lugar, pero ya es muy tarde. Al querer venganza, Shirō pide a los Double Riders que lo conviertan en un cyborg, igual que ellos, pero se niegan diciéndole que no pelean por venganza, y que debe dejarle las peleas a ellos. Los dos Riders se infiltran en la base de Destron pero son atrapados con un rayo que destruiría los componentes electrónicos de sus cuerpos modificados. Shirō también encuentra la localización de la base y salva a los Kamen Riders, pero es fatalmente herido por dicho rayo.
Para salvar su vida, los Double Riders no tienen ninguna opción que transformarlo en un cyborg. Los Kamen Riders dejan a Shirō en la sala de operaciones para luchar contra la Tortuga Bazooka quien está destruyendo la base en la que se encuentran. Durante la batalla un nuevo Kamen Rider aparece, el Kamen Rider V3. Al ver su éxito, los Double Riders aparentemente mueren sacrificandose para detener una explosión kamikaze causada por Tortuga Bazooka, pero sobreviven y reaparecen a ayudar a V3 en el episodio 33.
En los primeros episodios, las fuerzas de Destron son conducidas directamente por el gran líder de Destron, que aparece solamente como voz no vista que viene de una figura del Escorpión. En estos episodios, V3 debe aprender utilizar sus capacidades; su inexperiencia y carencia del conocimiento sobre sus propias capacidades es un elemento dominante de la historia.

## Personajes

### Riders
- Shirō Kazami (風見 志郎 Kazami Shirō?)/Kamen Rider V3 (仮面ライダーＶ３ Kamen Raidā Bui Surī?): Shirō era un estudiante de Química, pero al ver la muerte de un hombre a manos de la Organización Destron, y al salvar a una mujer perseguida por esta organización, su vida cambia para siempre. Tras ver como sus padres eran asesinados por un monstruo de Destron, Kazami busca venganza, por lo que decide enfrentar a Destron en su base, pero es herido de un disparo. Los Rider 1 y 2 lo operan para transformarlo en un cyborg, y dicha operación fue la que causó que Kazami se transformara en Kamen Rider V3. Combina "La habilidad de Ichigo" y "La fuerza de Nigo".
- Joji Yūki (結城 丈二 Yūki Jōji?)/Riderman (ライダーマン Raidāman?): Yūki era un científico de Destron, pero fue traicionado por el Mariscal Yoroi, y operado por sus compañeros científicos, quienes le implantaron un brazo mecánico. Su brazo nuevo, le da capacidades de combate inimaginables, y con estas adquiere la identidad de Riderman.

### Aliados
- Tōbei Tachibana (立花 藤兵衛 Tachibana Tōbee?): Originalmente el mentor de Kamen Rider 1, sirve como aliado y mentor para Shirō.
- Junko Tama (珠 純子 Tama Junko?): Es una chica que fue salvada por Shirō de un ataque de Destron, suele asistirlo vigilando los sistemas de comunicación.
- Shigeru Tama (珠 シゲル Tama Shigeru?): Es el hermano menor de Junko, quien ve a V3 como su ídolo.
- Ken Sakuma (佐久間 ケン Sakuma Ken?): Es un cazador de Destron que trabaja para la Interpol, ayuda a V3 en algunas ocasiones.

### Villanos
- Destron (デストロン Desutoron?): Es una organización malvada, que sigue a Shirō Kazami luego de que este viera un asesinato a manos de uno de sus monstruos. Ante la aparición de V3, Destron empieza a mandar a sus generales a la acción.
  - Gran Lider de Destron (デストロン首領 Desutoron Shuryō?): Es en realidad el Gran Líder de Shocker y Gel-Shocker, quien ha regresado para completar su gran ambición de conquistar al mundo y eliminar a los Kamen Riders.
  - Doctor G (ドクトルG Dokutoru Gē?): El Primer General de Destron, toma a cargo la División Armada de Destron. Siempre pronuncia el nombre de su enemigo como "¡Kamen Raiiiiiidâ V3!".
  - Barón Kiba (キバ男爵 Kiba Danshaku?): El sucesor del Doctor G y el Líder del Clan Colmillo. Sus Poderes son de Origen Mágico. Sus monstruos están basados en Animales Salvajes.
  - Arzobispo Tsubasa (ツバサ大僧正 Tsubasa Dai Sōjō?): El sucesor de Barón Kiba y líder de la División Voladora. Sus monstruos están basados en criaturas.
  - Mariscal Yoroi (ヨロイ元帥 Yoroi Gensui?): El último general de Destron a cargo en Japón. Sus monstruos están basados en criaturas armadas.

## Episodios
1. El tercer Rider, ¡Su nombre es V3! (ライダー3号 その名はV3!, Raidā Sangō Sono Na wa Buisurī!)
2. El último Testamento de los Double Riders (ダブルライダーの遺言状, Daburu Raidā no Yuigonjō)
3. La ejecución de V3 (死刑台のV3, Shikeidai no Buisurī)
4. ¿¡Los 26 secretos de V3!? (V3の26の秘密!?, Buisurī no Nijūroku no Himitsu!?)
5. El hombre serpiente que posee un arma (機関銃を持ったヘビ人間, Kikanjū o Motta Hebi Ningen)
6. ¡La Medusa Martillo aparece! ¡¡El movimiento de fuego de V3!! (ハンマークラゲ出現! 放てV3の必殺わざ!!, Hanmā Kurage Shutsugen! Hanate Buisurī no Hissatsu-waza)
7. La Furia del entrenamiento especial del Rider V3 (ライダーV3 怒りの特訓, Raidā Buisurī Ikari no Tokkun)
8. ¡Cuidado V3! El miedo de la Sierra Eléctrica se acerca (危うしV3! 迫る電気ノコギリの恐怖, Ayaushi Buisurī! Semaru Denki Nokogiri no Kyōfu)
9. Que es el escuadrón del Infieno de Destron!? (デストロン、地獄部隊とは何か!?, Desutoron, Jigoku Butai to wa Nani ka!?)
10. El Secreto del Double Typhoon (ダブルタイフーンの秘密, Daburu Taifūn no Himitsu)
11. ¡La Garra del Diablo tiene como objetivo a V3!  (悪魔の爪がV3をねらう!, Akuma no Tsume ga Buisurī o Nerau!)
12. ¡¡Junko va a ser novia de un monstruo!! (純子が怪人の花嫁に!?, Junko ga Kaijin no Hanayome ni!?)
13. ¡El General del terror, Doctor G! (恐怖の大幹部ドクトル・ゲー!, Kyōfu no Daikanbu Dokutoru Gē!)
14. El Recuerdo Secreto de los Double Riders (ダブルライダー秘密のかたみ, Daburu Raidā Himitsu no Katami)
15. ¡¡La Debilidad Mortal de Rider V3!! (ライダーV3 死の弱点!!, Raidā Buisurī Shi no Jakuten!!)
16. El Monstruo Gecko que llevaba un Misil detrás (ミサイルを背負ったヤモリ怪人!, Misairu o Seotta Yamori Kaijin)
17. El Aroma del Diablo es el arma del Asesino (デビルスプレーは死神の武器, Debiru Supurē wa Shinigami no Buki)
18. La Traición del Diablo; ¿V3 en prligro? (悪魔の裏切り あやうしV3?, Akuma no Uragiri Ayaushi Buisurī?)
19. El Plan Torpedo del Monstruo de Ajugas Apache (ハリフグアパッチの魚雷作戦!!, Hari Fugu Apatchi no Gyorai Sakusen!!)
20. Destron opera la ocupación de Shikoku (デストロン四国占領作戦, Desutoron Shikoku Senryō Sakusen)
21. Los Double Riders viven (生きていたダブルライダー, Ikite Ita Daburu Raidā)
22. ¡Campo del miedo! El misterio del canal subterráneo (恐怖のキャンプ! 地底運河のなぞ!, Kyōfu no Kyanpu! Chitei Unga no Nazo!)
23. ¡terror! Vampiro llegado del cementerio (怪奇! 墓場から来た吸血男, Kaiki! Hakaba Kara Kita Kyūketsu Otoko)
24. ¡Bizarro! ¡¡La Mansión de la Cucaracha!! (怪奇! ゴキブリ屋敷!!, Kaiki! Gokiburi Yashiki!!)
25. ¡¡Bizarro!! Los Destron Ranger Corps (怪奇!! デストロン、レインジャー部隊, Kaiki!! Desutoron, Reinjā Butai)
26. La Operación momia del Monstruo Calentador Cicada (怪人ヒーターゼミのミイラ作戦, Kaijin Hītā Zemi no Miira Sakusen)
27. Zol, Shinigami, Infierno Y Black se levantan de la tumba (生きかえったゾル・死神・地獄・ブラック, Ikikaetta Zoru - Shinigami - Jigoku - Burakku)
28. ¡¡El Ataque Sin cuartel de los 5 Generales!! (五大幹部の総攻撃!!, Go Daikanbu no Sōkōgeki!!)
29. La Última Batalla del Doctor G (ドクトル・ゲー最後の挑戦!, Dokutoru Gē Saigo no Chōsen!)
30. ¡Doctor G! ¿La Verdadera Identidad del Diablo? (ドクトル・ゲー!悪魔の正体は?, Dokutoru Gē! Akuma no Shōtai wa?)
31. La Aparición del Baron Kiba, El comandante de las maldiciones!! (呪いの大幹部キバ男爵出現!!, Noroi no Daikanbu Kiba-danshaku Shutsugen!!)
32. La Misteriosa Aniquilación del Equipo Rider en el Pantano (鬼火沼の怪 ライダー隊全滅!?, Onibi Numa no Kai Raidā Tai Zenmetsu!?)
33. ¡V3 en Peligro! ¡¡El regreso de los Riders 1 y 2!! (V3危うし! 帰ってきたライダー1号、2号!!, Buisurī Ayaushi! Kaete Kita Raidā Ichigō, Nigō!!)
34. ¡¡Momento Crítico!! Barón Tusk VS los 3 Riders (危機一髪! キバ男爵対三人ライダー!, Kikiippatsu! Kiba-danshaku Tai Sannin Raidā!)
35. La Última Transformación del Barón Kiba (キバ男爵最後の変身, Kiba-danshaku Saigo no Henshin)
36. Los Demonios Voladores, el Ejército Alado (空の魔神 ツバサ軍団, Sora no Majin Tsubasa Gundan)
37. El Templo Sospechoso; La Maldición de la Tribu de la Ardilla Voladora (怪しの寺 ムササビ族の呪い!, Ayashi no Tera Musasabi Zoku no Noro)
38. El solitario V3 y el niño : Paracaidismo Mortal!! (子連れV3 死のスカイダイビング, Kotsure Buisurī Shi no Sukaidaibingu)
39. El Miedo de la Planta Come Bananas (人喰い植物 バショウガンの恐怖, Hitokui Shokubutsu Bashōgan no Kyōfu)
40. ¡Muerte Súbita! ¡¡La V3 Mach Kick!! (必殺! V3マッハキック!!, Hissatsu! Buisurī Mahha Kikku!!)
41. ¡Ah! ¡La Gente Se Derrite! Aparece El Mariscal Yoroi (あッ! 人間が溶ける! ヨロイ元帥登場, Ā! Ningen ga Tokeru! Yoroi-gensui Tōjō)
42. ¡El Experimento con Gente del Hombre Caracol! (カタツムリ人間の人体実験!, Katatsumari Ningen no Jintaijikken!)
43. ¿Amigo o Enemigo? El Misterioso Riderman (敵か味方か? 謎のライダーマン, Teki ka Mikata ka? Nazo no Raidāman)
44. V3 VS Riderman (V3対ライダーマン, Buisurī Tai Raidāman)
45. El Presente de Navidad de Destron (デストロンのXマスプレゼント, Desutoron no Ekkusumasu Purezento)
46. ¡Riderman! ¿A donde debes ir? (ライダーマンよどこへゆく?, Raidāman yo Doko e Yuku?)
47. ¡Aparece! ¡¡El Líder de Destron!! (待ち伏せ! デストロン首領!!, Machibuse! Desutoron Shuryō!!)
48. ¡Miren! ¡¡El Rostro del Líder de Destron!! (見た! デストロン首領の顔!!, Mita! Desutoron Shuryō no Kao!!)
49. ¡Un Disparo! ¡¡Derroten a Shirō Kazami!! (銃声一発! 風見志郎倒る!!, Jūsei Ippatsu! Kazami Shirō Taoru!!)
50. Una Pequeña Amistad (小さな友情, Chiisa na Yūjō)
51. ¡¡Tu eres el 4.º Rider!! (ライダー四号は君だ!!, Raidā Yongō wa Kimi da!!)
52. El Último Día de Destron (デストロン最後の日, Desutoron Saigo no Hi)

### Películas
- Kamen Rider V3 ((仮面ライダーＶ Kamen Raidā Bui Surī?): Vessión cinematográfica del episodio 2. Estrenada el 17 de marzo de 1973.
- Kamen Rider V3 Vs Destron Mutants (仮面ライダーV3対デストロン怪人 Kamen Raidā Bui Surī Tai Desutoron Kaijin?): A diferencia de la anterior, posee su propio argumento, Estrenada el 18 de julio de 1973.

## Reparto
- Shirō Kazami: Hiroshi Miyauchi
- Joji Yūki: Takehisa Yamaguchi
- Tōbei Tachibana: Akiji Kobayashi
- Junko Tama: Hizuru Ono
- Shigeru Tama: Hideki Kawaguchi
- Ken Sakuma: Ken Kawashima
- Gran Líder de Destron: Goro Naya (voz)
- Doctor G: Jotaro Senba
- Baron Kiba: Eiji Go
- Arzobispo Tsubasa: Sachio Fujino
- Mariscal Yoroi: Bunya Nakamura
- Narrador: Shinji Nakae

## Temas musicales

### Tema de apertura
- Tatakae! Kamen Rider V3 (斗え！仮面ライダーV3 Tatakae! Kamen Raidā Bui Surī?, ¡Pelea! Kamen Rider V3)
  - Letra: Shotaro Ishinomori
  - Música: Shunsuke Kikuchi
  - Arreglos: Shunsuke Kikuchi
  - Intérprete: Hiroshi Muyaichi ft. The Swingers

### Temas de cierre
- Shōnen Kamen Rider Tai no Uta (少年仮面ライダー隊の歌 Shōnen Kamen Raidā Tai no Uta?, La canción del escuadrón Kamen Rider) (episodios 1-42)
  - Letra: Saburo Yatsude
  - Música: Shunsuke Kikuchi
  - Arreglos: Shunsuke Kikuchi
  - Intérprete: Ichirō Mizuki ft. Columbia Yurikago-Kai

- Hashire Hurricane (走れハリケーン Hashire Harikēn?, Corre Huracán) (episodios 43-52)
  - Letra: Sukeo Nōmi
  - Música: Shunsuke Kikuchi
  - Arreglos: Shunsuke Kikuchi
  - Intérprete: Masato Shimon ft. Columbia Yurikago-Kai

- Datos: Q1193512
- Multimedia: Kamen Rider V3 / Q1193512